# Salim Kechiouche
Salim Kechiouche (Lione, 2 aprile 1979) è un attore francese di origine algerina.

## Biografia
Salim Kechiouche è nato nel III arrondissement di Lione e cresciuto nel sobborgo di Lione Vaulx-en-Velin. I suoi genitori sono di origine algerina.
È stato scoperto dal regista e attore Gaël Morel nel 1995 nel lungometraggio A tutta velocità (À toute vitesse) quando aveva solo quindici anni. La sua collaborazione con Morel continuerà nel corso degli anni e nella maggior parte dei suoi film.
Le sue prime recitazioni nell'adolescenza, sono state per lo più un gioco. Sarà l'esperienza maturata accanto a Morel a far emergere in lui la passione per il cinema e la determinazione per farne una carriera. Si iscriverà alla scuola di teatro La Scène sur Saône di Lione e si laureerà nel 2002.
È stato diretto da registi affermati del cinema della televisione come François Ozon, Stéphane Meunier, Bastian Schweitzer e Hisham Abdel Khalek.
Amante del pugilato, è diventato campione di Francia di kickboxing nel 1998 e vice-campione di muay thai nel 1999 e nel 2002. Il suo talento nella boxe gli è tornato utile per alcuni personaggi come nei film, tra cui Amanti criminali, Archives de nuit, Le Clan, Nos retrouvailles.
Nel lungometraggio Amanti criminali interpreta Saïd il ragazzo che viene ammazzato dai due giovani assassini.
Nel 2013 ha recitato in La vita di Adele, con Léa Seydoux e Adèle Exarchopoulos.
Nel 2015 ha recitato in Voyoucratie di Fabrice Garçon e Kevin Ossona (vincitore al Manchester international film dei premi per il miglior film, miglior attore e miglior regista e del Gran premio della giuria).
Nel 2017 ha recitato per Abdellatif Kechiche in Mektoub, My Love - Canto uno.

## Filmografia

### Attore

#### Cinema
- A tutta velocità (À toute vitesse), regia di Gaël Morel (1996)
- Amanti criminali (Les Amants criminels), regia di François Ozon (1999)
- Quasi niente (Presque rien), regia di Sébastien Lifshitz (2000)
- Grande école, regia di Robert Salis (2004)
- Le Clan, regia di Gaël Morel (2004)
- Gigolo, regia di Bastian Schweitzer - cortometraggio (2005)
- Temps morts, regia di Éléonore Weber (2005)
- Courts mais GAY: Tome 9, regia di vari registi (2005)
- L'année suivante, regia di Isabelle Czajka (2006)
- Boys Briefs 4, regia di vari registi (2006) Uscito in home video
- Nos retrouvailles, regia di David Oelhoffen (2007)
- Après lui, regia di Gaël Morel (2007)
- Fatoush, regia di Hisham Abdel Khalek - cortometraggio (2008)
- C'est qui l'homme?, regia di Fabienne Kanor e Véronique Kanor - cortometraggio (2009)
- Le fil, regia di Mehdi Ben Attia (2009)
- Les voisins, regia di Marine Francen - cortometraggio (2008)
- Mariage Blues, regia di Touria Benzari - cortometraggio (2011)
- Haram, regia di Benoît Martin - cortometraggio (2011)
- Brûleurs, regia di Farid Bentoumi - cortometraggio (2011)
- Ce que le jour doit à la nuit, regia di Alexandre Arcady (2012)
- Je ne suis pas mort, regia di Mehdi Ben Attia (2012)
- Le noir (te) vous va si bien, regia di Jacques Bral (2012)
- Rock 'n' Bled, regia di Touria Benzari - cortometraggio (2012)
- Les castings de la vie de rêve, regia di Adnane Tragha e Hicham Tragha - cortometraggio (2013)
- La vita di Adele (La vie d'Adèle), regia di Abdellatif Kechiche (2013)
- Parigi a tutti i costi (Paris à tout prix), regia di Reem Kherici (2013)
- Culture d'apparences, regia di Myriam Chetouane - cortometraggio (2013)
- Destino, regia di Zangro - cortometraggio (2013)
- Être, regia di Fara Sene (2014)
- Le prix de la fiancée, regia di Touria Benzari - cortometraggio (2014)
- N.O.I.R, regia di Yves Christian Fournier (2015)
- Sur la pointe des pieds, regia di Yacine Badday - cortometraggio (2015)
- Voyoucratie, regia di Fabrice Garçon e Kevin Ossona (2015)
- Ta mère!, regia di Touria Benzari (2015)
- Cash, regia di Gilles Thompson (2016)
- Corps étranger, regia di Raja Amari (2016)
- Celui qui brûle, regia di Slimane Bounia - cortometraggio (2017)
- Mektoub, My Love - Canto uno, regia di Abdellatif Kechiche (2017)
- Mektoub, My Love - Intermezzo, regia di Abdellatif Kechiche (2019)
- La veillée, regia di Riad Bouchoucha - cortometraggio (2019)
- Rajâa, regia di Charlie Kouka - cortometraggio (2019)
- Qu'un sang impur..., regia di Abdel Raouf Dafri (2019)
- Merci de votre Visite, regia di Panayotis Pascot - cortometraggio uscito in home video (2020)
- Bonjour Minuit, regia di Elisabeth Silveiro - cortometraggio (2021)
- Müjde, regia di Alphan Eseli (2022)
- L'enfant du paradis, regia di Salim Kechiouche (2022)
- Il caso Belle Steiner (Belle), regia di Benoît Jacquot (2024)
- Bin U Bin, Ailleurs la Frontière, regia di Mohamed Lakhdar Tati (2024)

#### Televisione
- Premières neiges, regia di Gaël Morel – film TV (1999)
- Le Grand Patron – serie TV, 1 episodio (2004)
- Vie et mort de Pier Paolo Pasolini, regia di Cyril Legann e Antoine Soltys – film TV (2004)
- Paris 2011: La grande inondation, regia di Bruno Victor-Pugebet – documentario (2006)
- Fortunes, regia di Stéphane Meunier – film TV (2008)
- Histoires de vies – serie TV, 1 episodio (2010)
- Fortunes – serie TV, 7 episodi (2011)
- Il ritorno di Ulisse (Odysseus) – serie TV, 6 episodi (2013)
- La crèche des hommes, regia di Hervé Brami – film TV (2014)
- Danbé, la tête haute, regia di Céline Sciamma – film TV (2014)
- Un parfum de sang di Pierre Lacan – film TV (2015)
- La promesse du feu – serie TV, 2 episodi (2016)
- Meurtres en Pays Cathare, regia di Stéphanie Murat – film TV (2020)
- Spiral – serie TV, 6 episodi (2020)
- Lupin – serie TV, 3 episodi (2021)
- Rebecca – serie TV, 15 episodi (2021-2022)
- Constance aux Enfers, regia di Gaël Morel – film TV (2022)
- Rapinatori: La serie (Braqueurs) – serie TV, 8 episodi (2021-2023)
- Ourik – serie TV, 7 episodi (2024)

### Regista
- Nos gènes - cortometraggio (2020)
- L'enfant du paradis (2022)

## Doppiatori italiani
- Fabrizio Picconi in Amanti criminali
- Daniele Giuliani in La vita di Adele
- Raffaele Carpentieri in Mektoub, My Love - Canto uno